# Завадка Риманівська
Завадка Риманівська (пол. Zawadka Rymanowska) — село в Польщі, у гміні Дукля Кросненського повіту Підкарпатського воєводства.
Населення — 238 осіб (2011).
Розташоване на заході Яслиського ключа і одночасно є граничним селом Сяніцької землі, 7 км від міста Дуклі.

## Історія
Село закріпачене на волоському праві в 1483 році, проте на цьому місці вже давніше існувало село під назвою Терстянка (пол. Trzcianka).
Село на заході Яслиського ключа і одночасно є граничним селом Сяніцької землі, 7 км від міста Дуклі.
3 січня 1566 р. в селі еригована церква. До 1720 р. церква в Завадці була дочірньою для церкви в сусідньому селі Кам'янці, а з того часу вона стала самостійною парафією. Дерев'яна церква Покрови Пресвятої Богородиці збудована в 1885 р., метричні книги велися з 1784 р. Місцева парафія належала до Риманівського деканату Перемиської єпархії.
Школи в селах Галичини з руською мовою викладання впроваджувались розпорядженням цісаря Йосифа II 24 березня 1781 р., відомо про існування в селі парафіяльної школи в 1833 р. Зате при Польщі селяни до 1928 р. марно боролись за викладання українською мовою, поки не збудували іншу школу із запрошеним учителем, утримуваним коштом громади. Це була перша українська «Рідна школа» на Лемківщині. Функціонували читальні «Просвіти» та ім. М.Качковського, гурток «Рідна школа».
Після проходження фронту в жовтні 1944 р. поляки почали грабувати й тероризувати лемків. У 1945 р. о. Ростислав Шумило був замордований польськими бандитами. Більша частина змушена була погодитись на переселення до СРСР і виїхати до залізничної станції у Вороблику, де майже місяць довелося чекати вагонів-телятників. 62 жителя села в 1947 році в результаті операції «Вісла» було депортовано на понімецькі землі Польщі. Натомість було завезено поляків, але більшість території села запустіла.
У 1975—1998 роках село належало до Кросненського воєводства.

## Демографія
Демографічна структура станом на 31 березня 2011 року:
|          | Загалом | Допрацездатний вік | Працездатний вік | Постпрацездатний вік |
| -------- | ------- | ------------------ | ---------------- | -------------------- |
| Чоловіки | 126     | 31                 | 84               | 11                   |
| Жінки    | 112     | 27                 | 61               | 24                   |
| Разом    | 238     | 58                 | 145              | 35                   |

## Люди
- Челак Іван Семенович (1942, Завадка Риманівська, присілок Абрамів) — український громадський діяч і дослідник Лемківщини, співавтор «Енциклопедичного словника Лемківщини» (2013).